# Нюдуай
Нюдуай — река в Мурманской области России. Протекает по территории городского округа город Мончегорск с подведомственной территорией. Впадает в озеро Имандра.
Длина реки составляет 11 км. Скорость течения 0,1 м/с.
Берёт начало на восточном склоне хребта Мончетундра на высоте свыше 500 м над уровнем моря. В верхнем течении протекает по лесной, местами болотистой местности. Проходит через озёра Кумужье и Нюдъявр. Впадает в губу Мончегуба озера Имандра на высоте 127,5 м над уровнем моря. В нижней части река проходит через промышленные и жилые районы Мончегорска. Через реку перекинуто несколько автомобильных (в том числе на трассе Кола) и один железнодорожный мост.

## Данные водного реестра
По данным государственного водного реестра России относится к Баренцево-Беломорскому бассейновому округу, водохозяйственный участок реки — река Нива, включая озеро Имандра. Речной бассейн реки — бассейны рек Кольского полуострова и Карелии.
Код объекта в государственном водном реестре — 02020000312101000010188.

## Экология
На 2007 год река признана одной из трёх самых загрязнённых рек Кольского полуострова (вместе с Роста и ручьём Варничный в Мурманске). По удельному комбинаторному индексу загрязненности вода классифицируется как очень грязная по критическим показателям меди, никелю и нефтепродуктам.